# Garth Hager
Garth Hager (ur. 21 stycznia 1970 r.) – amerykański narciarz, specjalista narciarstwa dowolnego. Najlepszy wynik na mistrzostwach świata osiągnął podczas mistrzostw w Meiringen, gdzie zajął 9. miejsce w jeździe po muldach podwójnych. Nigdy nie startował na igrzyskach olimpijskich. Najlepsze wyniki w Pucharze Świata osiągnął w sezonie 2001/2002, kiedy to zajął 2. miejsce w klasyfikacji jazdy po muldach podwójnych. W sezonie 2001/2002 był trzeci w klasyfikacji jazdy po muldach podwójnych.
W 2002 r. zakończył karierę.

## Sukcesy

### Mistrzostwa Świata
| Miejsce | Dzień       | Rok  | Miejscowość | Konkurencja      | Zwycięzca       |
| ------- | ----------- | ---- | ----------- | ---------------- | --------------- |
| 23.     | 18 lutego   | 1995 | La Clusaz   | Jazda po muldach | Edgar Grospiron |
| 9.      | 10 marca    | 1999 | Meiringen   | Jazda po muldach | Janne Lahtela   |
| 12.     | 19 stycznia | 2001 | Whistler    | Jazda po muldach | Mikko Ronkainen |
| 17.     | 21 stycznia | 2001 | Whistler    | Muldy podwójne   | Stéphane Yonnet |

### Puchar Świata

#### Miejsca w klasyfikacji generalnej
- 1993/1994 – 104.
- 1994/1995 – 48.
- 1995/1996 – 25.
- 1996/1997 – 71.
- 1997/1998 – 59.
- 1998/1999 – 60.
- 1999/2000 – 52.
- 2000/2001 – 63.
- 2001/2002 – -

#### Miejsca na podium
1. Altenmarkt – 15 marca 1996 (Jazda po muldach) – 2. miejsce
2. Tignes – 8 grudnia 1996 (Muldy podwójne) – 2. miejsce
3. Breckenridge – 30 stycznia 1998 (Jazda po muldach) – 1. miejsce
4. Livigno – 15 marca 2000 (Jazda po muldach) – 3. miejsce
5. Whistler – 26 stycznia 2002 (Muldy podwójne) – 1. miejsce

- W sumie 2 zwycięstwa, 2 drugie i 1 trzecie miejsce.